# Navid Afkari
Navid Afkari (persisch نوید افکاری‎; geboren 1993 in Schiras; gestorben am 12. September 2020 ebenda) war ein iranischer Ringer. Er soll im Jahr 2018 am Rande einer der Demonstrationen gegen das Regime des Iran, an der er sich beteiligte, einen Sicherheitsmitarbeiter getötet haben. Daraufhin wurde die Qisās (Wiedervergeltung) gegen ihn verhängt, wodurch sein Schicksal in die Hände der Familie des Getöteten gelegt wurde. Diese forderte Afkaris Hinrichtung. Seine Schuld und das Gerichtsverfahren sind umstritten. Allen Protesten zum Trotz wurde Afkari am 12. September 2020 im Beisein der Familie des Sicherheitsmitarbeiters durch Erhängen hingerichtet.

## Leben
Navid Afkari war als Ringer aktiv und lebte im Süden des Iran. Er gewann einige Wettbewerbe im Freistilringen sowie im griechisch-römischen Stil und nahm auch an internationalen Wettbewerben teil.
Zusammen mit zweien seiner Brüder nahm Navid Afkari 2018 an Protesten gegen die iranische Regierung teil. Am Rande einer Demonstration soll er laut iranischen Behörden einen Mitarbeiter eines Wasserversorgungsunternehmens, der Mitglied der Basidsch-Milizen war, erstochen haben. Er wurde mit seinem Bruder Vahid Afkari am 17. September 2018 festgenommen. Habib Afkari, ein weiterer Bruder, wurde drei Monate später ebenfalls festgenommen. Navid Afkari habe die Tötung gestanden, teilten die Behörden mit. Afkari selbst, seine Familie und Menschenrechtsorganisationen entgegnen, das Geständnis sei unter Folter erzwungen worden. Das iranische Staatsfernsehen zeigte sein Geständnis sowie Aufnahmen der angeblichen Tat. Gegen Afkari wurde 2018 daraufhin von einem iranischen Strafgericht die Qisās verhängt. Auf Verlangen der Familie des Sicherheitsmitarbeiters verurteilte ihn das Gericht zum Tod. Ein Islamisches Revolutionsgericht verhängte ein weiteres Todesurteil wegen Muhāraba. Seine beiden Brüder, die mit ihm zusammen an den Protesten gegen das Regime teilgenommen hatten, erhielten Haftstrafen von 54 und 27 Jahren. Alle drei wurden zusätzlich zum Auspeitschen mit 74 Schlägen verurteilt. Das Urteil wurde 2020 vom Obersten Gerichtshof des Landes bestätigt und wurde damit rechtskräftig. Iranische Menschenrechtsaktivisten sagten im September 2020, die Sorge wachse, die Vollstreckung stehe kurz bevor. Der Iran Human Rights Monitor berichtete im September 2020, Afkari sei in einen Hochsicherheitstrakt verlegt und misshandelt worden, eine medizinische Behandlung werde ihm verwehrt.
Die Internationale Liga für Menschenrechte und die in London sitzende Organisation Justice for Iran berichteten im Juni 2020, dass die staatlichen iranischen Medien in den letzten zehn Jahren mindestens 355 erzwungene Geständnisse verbreitet hätten. Das Land nutze systematisch erzwungene Geständnisse, um Druck auf Dissidenten auszuüben und ihnen Angst zu machen.
Navid Afkari wurde am Morgen des 12. September 2020 im Gefängnis Adel-Abad hingerichtet. Damit wurde die Todesstrafe, die zunächst erst nach 74 Peitschenhieben und einer Gefängnisstrafe von sechseinhalb Jahren hätte vollzogen werden sollen, überraschend schnell vorgezogen. An seiner unter starken Sicherheitsvorkehrungen in der folgenden Nacht durchgeführten Beerdigung in Sangar, einem Dorf in der südiranischen Provinz Fars, durfte seine Familie nicht teilnehmen.

## Reaktionen

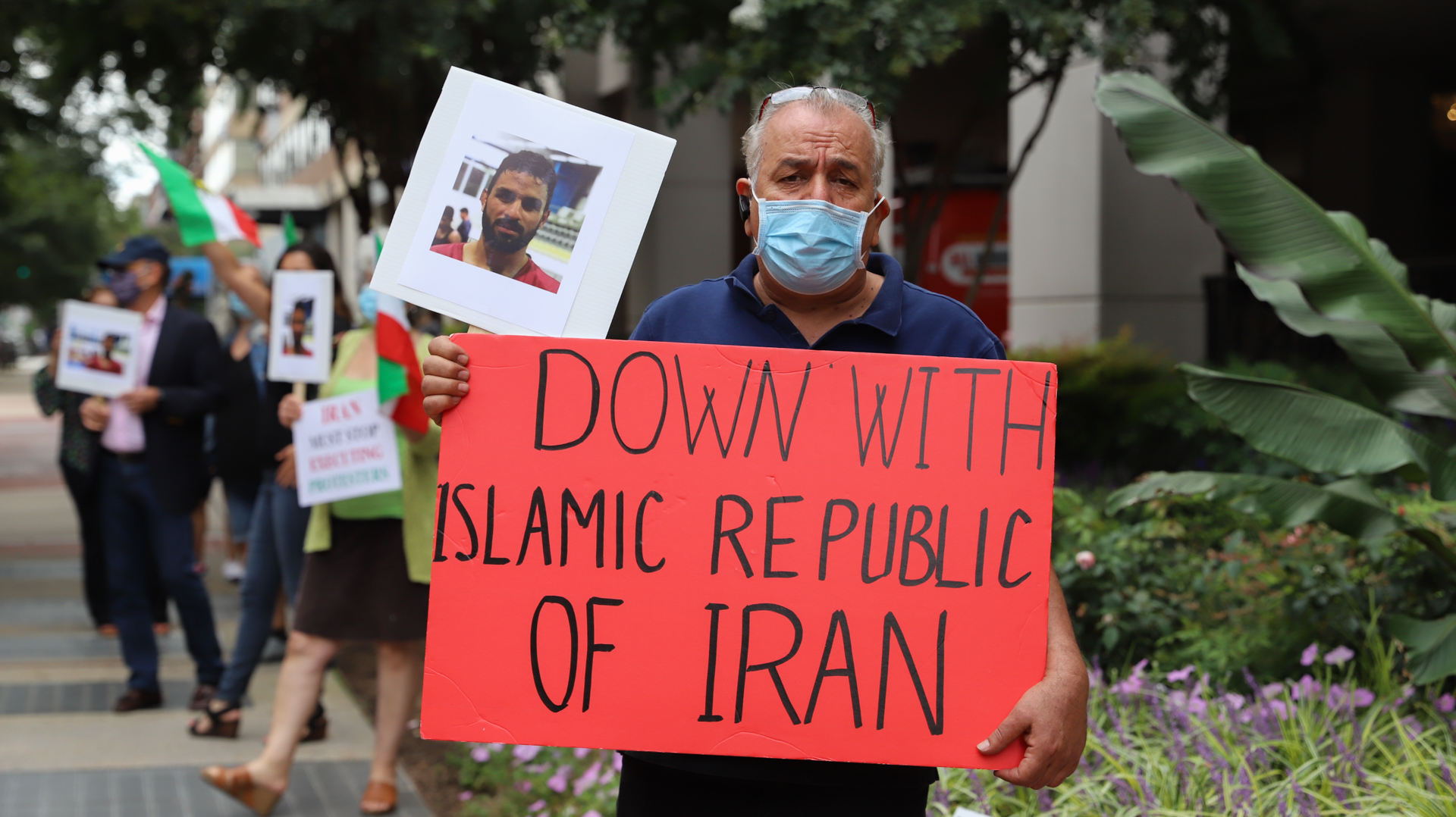
Protest, September 2020

Die internationale Ringerszene solidarisierte sich mit Afkari und protestierte gegen die bevorstehende Hinrichtung. Der dreimalige Weltmeister Frank Stäbler teilte bei Instagram mit: „Die Ringer-Familie und die globale Sport-Gemeinschaft stehen hinter ihm. Wir kämpfen zusammen, um für Navid und seine Familie Gerechtigkeit zu bekommen.“ Aline Rotter-Focken, ehemalige Weltmeisterin, schrieb in sozialen Medien: „Die Ringer-Gemeinschaft hat eine Verantwortung, sich einzusetzen. Bitte rettet Navid.“ Auch die USA und das IOC hatten sich zuletzt für die Aussetzung der Todesstrafe eingesetzt und zeigten sich nach deren Vollstreckung entsetzt. Das IOC erklärte jedoch zugleich, es respektiere die Souveränität der Islamischen Republik Iran.
Die internationale Sportlervereinigung „Global Athlete“ forderte Sanktionen im Sportbereich für den Iran. Das Internationale Olympische Komitee und der Ringer-Weltverband sollten das Land wegen dieser „abscheulichen Hinrichtung“ von Wettkämpfen verbannen. Auch Amnesty International verurteilte die Hinrichtung und forderte Konsequenzen. Der US-Außenminister Mike Pompeo schrieb auf Twitter: „Es ist ein abscheulicher Angriff auf die Menschenwürde, selbst nach den widerwärtigen Maßstäben dieses Regimes. Die Stimmen des iranischen Volks werden nicht zum Schweigen gebracht werden.“ Der US-Politiker nannte das iranische Regime „brutal und erbarmungslos“.
Am 24. September verhängte die US-Regierung Sanktionen gegen den Richter Sajid Mahmud Sadati, der das Urteil gefällt hatte.